# NGC 7547
NGC 7547 é uma galáxia espiral barrada (SBa/P) localizada na direcção da constelação de Pegasus. Possui uma declinação de +18° 58' 25" e uma ascensão recta de 23 horas, 15 minutos e 03,4 segundos.
A galáxia NGC 7547 foi descoberta em 26 de Agosto de 1827 por John Herschel.